# Dmitry Ivanovich Sautin
Dmitri Ivanovich Sautin (tiếng Nga: Дмитрий Иванович Саутин; sinh ngày 15 tháng 3 năm 1974) là một vận động viên nhảy cầu Nga với số huy chương Thế vận hội nhiều hơn bất kỳ vận động viên nhảy cầu nào khác. Anh sinh ra ở Voronezh.
Sautin bắt đầu theo đuổi môn nhảy cầu từ bảy tuổi; tuy nhiên, sự nghiệp của anh tưởng chừng đã chấm dứt vào năm 1991 khi anh bị đâm nhiều lần trong một vụ tấn công. Sau hai tháng nhập viện, anh đã có thể thi đấu lại tại Thế vận hội Mùa hè 1992 ở Barcelona, Tây Ban Nha. Anh đã giành huy chương các kỳ năm 1992, 1996, 2000, 2004, và 2008.